# Diaueḫi
Diaueḫi (nelle fonti assire Daiaeni) era una confederazione tribale attestata tra l'altopiano armeno e i monti del Ponto nell'antica età del ferro. Sfortunatamente, non sono state trasmesse fonti primarie autoctone su questa confederazione e tutte le informazioni disponibili sono di provenienza urartea e assira.

## Localizzazione e organizzazione politica
L'area anticamente occupata da Etiuni si trovava tra l'Anatolia nordorientale e la Transcaucasia, principalmente lungo il fiume Kura, ma sembra probabile che il suo territorio potrebbe essersi esteso a sud-ovest fino alle sorgenti dell'Eufrate, a ovest sino alla valle del Çoruh e a est fino al lago di Van. Pertanto, insisteva su quella che sarebbe diventata la regione storica del Tayk del successivo regno d'Armenia, oggi inclusa nelle province di Elâzığ, Erzurum e Mush in Turchia e in parte nei territori delle moderne Armenia e Georgia. Le fonti urartee tra i principali centri di Diaueḫi menzionano Zua (associato a Zivin Kale), Utuha (identificato con l'odierna Oltu), Šašilu (ricollegato al toponimo georgiano altomedievale Sasire, la moderna Tortum) e Ḫaldiriluḫi, menzionata nelle fonti assire con il toponimo Šešetina (probabilmente corrispondente alla moderna città turca di Şavşat, nota in georgiano come Shavsheti). Zua sembra aver avuto un ruolo prominente in una fase più antica, mentre successivamente sembra essere stato Utuha il centro più rilevante. Nonostante l'interpretazione della struttura politica di Diaueḫi come una confederazione con comuni basi linguistiche e culturali sia ampiamente accettata, l'esatta natura di questa confederazione rimane incerta. Tra i suoi componenti nelle fonti urartee sono elencati:
- Ardaraki
- Ašqalaši
- Baltu
- Kabili
- Kada
- Šaški

## Storia
Diaueḫi si era probabilmente formato in seguito alla disgregazione della confederazione di Azzi-Hayasa, presente nell'area durante la tarda età del bronzo. L'attestazione più antica della confederazione risale al XII secolo a.C., quando in seguito al collasso dell'Impero ittita, gli assiri cercarono di affermare la propria egemonia in quella che era stata la sfera influenza della potenza rivale. Infatti, nell'iscrizione di Yonjalu, redatta nel III anno del sovrano assiro Tiglatpileser I viene riportato come quest'ultimo sconfisse in battaglia Sien, re di Diaueḫi, che fu fatto prigioniero e rilasciato soltanto dopo aver accettato la condizione di tributario dell'Impero medio-assiro; tuttavia, la successiva fase di crisi restrinse la sfera d'influenza assira alla sola Alta Mesopotamia.
Nell'845 a.C. Salmanassar III invase Urartu, ottenendo anche la sottomissione di Asia, re di Diaueḫi. Nell'VIII secolo a.C. i sovrani di Urartu condussero numerose campagne nei territori di Diaueḫi ed Etiuni, i quali erano ricchi di rame, argento e oro. In particolare, Menua conquistò Šašilu, Utuha e Zua e costrinse Utuphursi, re di Diaueḫi, a pagare un tributo in oro e argento. Nel 783 a.C. Argishtis, figlio di Menua, sconfisse nuovamente Utuphursi, integrando definitivamente Diaueḫi nel regno di Urartu e ottenendo un tributo comprendente una gran quantità di metalli e capi di bestiame. Tuttavia, sembra che le campagne di Argishtis abbiano provocato a una rivolta, nuovamente guidata da Utuphursi, la quale però venne repressa dal sovrano urarteo, che ristabilì il proprio controllo sulla regione. Dalla metà del secolo i Colchi provenienti da nord condussero diverse scorrerie nel territorio di Diaueḫi, venendo però respinti dai sovrani urartei. Tuttavia, attorno allo stesso periodo in cui Sciti e Cimmeri invasero il regno di Urartu, il territorio di Diaueḫi fu invaso dai Colchi. Infine, in seguito al definitivo collasso del regno di Urartu alla fine del VI secolo a.C. l'area fu inglobata all'interno dell'Impero medo.

## Identificazione
Come altre entità politiche limitrofe come Etiuni, i Mannei e Urumu  – o Azzi-Hayasa e i Nairi, attestati nella tarda età del bronzo – la confederazione è stata identificata con la cultura Nakhchivan-Kizilveng e con popolazioni di lingua hurro-urartea. In particolare, nelle fonti assire viene affermato come i Daiaeni fossero parte della confederazione dei Nairi. Inoltre, Massimo Forlanini ha proposto un collegamento tra il termine Baltu, una delle componenti di Diaueḫi, l'antroponimo Waltahi e la divinità Baltaik, entrambi attestati nel tardo bronzo in di Azzi-Hayasa.

### Ipotesi alternative
Sebbene la lingua o le lingue parlate nella confederazione Etiuni siano del tutto sconosciute, si è a lungo tentato di collegare questa entità politica ai processi di etnogenesi dei popoli circonvicini, proponendo identificazioni con popolazioni parlanti lingue iraniche, lingue armeniache o lingue cartveliche. Una primissima ipotesi venne elaborata dall'archeologo Archibald Sayce, il quale propose la tesi evemerista che Diaueḫi potesse significare "popolo di Diau(s)", da un ipotetico eponimo Diaus. Ronald Grigor Suny ha sostenuto che Diaueḫi (in georgiano დიაოხი?, Diaokhi) sia il miglior candidato per l'Urheimat del proto-cartvelico e che, pertanto, i suoi parlanti sarebbero stati dei proto-georgiani. Robert Hewsen ha smentito l'ipotesi che in Diaueḫi fosse parlato un idioma imparentato a qualsiasi moderna lingua parlata nel Caucaso e insieme a Nicholas Adontz ha proposto per i proto-georgiani una migrazione dalla Transcaucasia centrale verso nord, dove fondarono il regno di Colchide che in età classica entrarono in contatto con coloni e mercenari greci, tra cui Senofonte. Sono state proposte anche identificazioni con popolazioni del Vicino Oriente menzionate nelle fonti greche (quali Bizeri, Calibi, Drili, Fasiani, Gugari, Eniochi, Macroni, Misimiani, Mossineci, Sannoi, Taochi, Tibareni e Zudreti), la cui identificazione è complicata dalla vaghezza e imprecisione delle stesse fonti antiche.